# Porter (cratera marciana)

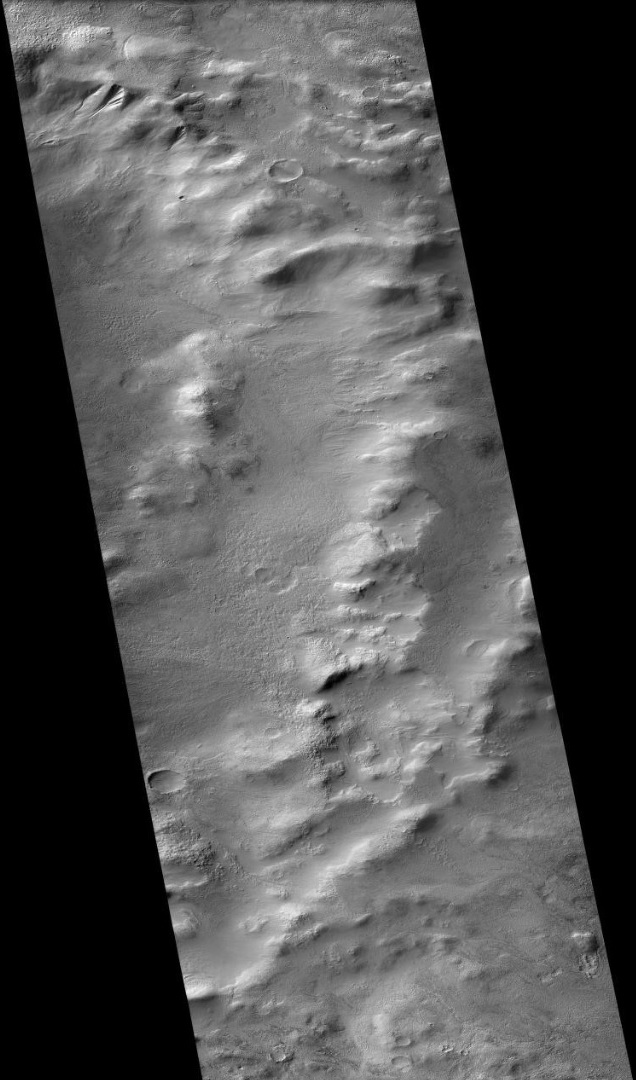

A cratera Porter é uma vasta cratera de impacto no quadrângulo de Thaumasia no planeta Marte, situada em Aonia Terra a 50.8° latitude sul e 113.9º longitude oeste. O impacto gerou um arco de 105 km de diâmetro. Este nome foi escolhido em 1973 pela União Astronômica Internacional em honra ao astrônomo e explorador americano  Russell W. Porter (1871-1949).